# Cantabrogeus fresnedai
Cantabrogeus fresnedai es una especie de coleóptero de la familia Leiodidae.

## Distribución geográfica
Habita en Cantabria, España.